# ミラム
ミラムは、インドのウッタラーカンド州ピトーラーガル県のジョハール渓谷に位置する最後の村である。ゴリガンガ川はミラム氷河に由来し、ジャウルジビでカーリーガンガと合流し村を通り過ぎて流れる。

## チベットとの歴史的貿易
ミラムはチベットのギャニマ・マディへの高い山道(ウンタ・ドゥラ、ジャンディ・ドゥラ、キングリビンリ・ドゥラ)を越えるルートにある。国境は1962年の中印国境紛争以来閉鎖されており、ミラムは現在、住民が非常に少ないゴーストビレッジである。戦前は500家族で賑わう貿易の中心地だった。今のところ、チベットとの貿易はすべて停止され、家族はムンシヤリや下の範囲の他の場所に定住している。夏の間、非常に少数の人々がそこに行き薬用植物、高地のそばとジャンブーを栽培している。チベット商人はこの場所を訪れ、ボラックス、貴石、パシュミナ、塩で取引した。ミラムの住民もチベットにパックミュールと一緒に旅行した。彼らはチベット市場で販売するために米、綿の服、ジャギー、砂糖などを取った。チベットの領土をマッピングした有名なパンディット探検家ナイン・シンとキシャン・シンは、この村に属していた。

## トレッキング
ミラム村へのトレッキングは、アルモラまたはピトーラーガルから行くことができる道路の頂でムンシヤリから始まる。トレッキングはリラム、ボグディア、リルコット、マルトリ、ブルフ、ビルジュを通過する。氷河の上に位置する顕著なピークは、ハルデオール、トリスリ、ナンダ・グーンティなどである。氷河の上のキャンプ場の中には、ニトワル・ダール、スラジ・クンドなど、ナンダデヴィ・イーストのベースキャンプが、ガンガル村とパッチュ村の側の谷を通ってアクセスできる場所がある。理想的なトレッキング期間はモンスーン月を除く5月から10月までである。しかし、上の村の住民は冬の間谷を下る傾向があるため、トレッカーは特にディワリの祭りの後に食べ物や宿泊施設が利用できないことがある。

## 著名人
クリシュナ・シン・ラワット(1850-1921)は、英国のラージによってライ・バハドゥールと題された勲章を持つ、インドの探検家であり地図製作者だった。彼は最初に(1 : 63,360)の細かいスケールでラムガルクレーターをマッピングした。 イギリスのラージによってC.I.Eと題された勲章を持つ、ナイン・シン・ラワットは、インドの探検家だった、彼は探検家クリシュナ・シン・ラワットのいとこだった。彼は後に、トク・ジャルンは彼が今まで訪れた中で最も寒い場所だと言った。  